# Somogysimonyi
Somogysimonyi is een plaats (község) en gemeente in het Hongaarse comitaat Somogy. Somogysimonyi telt 85 inwoners (2001).